# Demanietta huahin
Demanietta huahin is een krabbensoort uit de familie van de Potamidae. De wetenschappelijke naam van de soort is voor het eerst geldig gepubliceerd in 1999 door Yeo, Naiyanetr & Ng.